# Păduricea de la Santău
Păduricea de la Santău este un sit de importanță comunitară (SCI) desemnat în scopul protejării biodiversității și menținerii într-o stare de conservare favorabilă a florei spontane și faunei sălbatice, precum și a habitatelor naturale de interes comunitar aflate în arealul zonei protejate. Acesta este situat în județul Bihor, pe teritoriul administrativ al comunei Borș.

## Localizare
Aria naturală se află în extremitea central-vestică a județului Bihor, în partea nordică a satului Santăul Mic, în imediata apropiere a drumului comunal DC71 care leagă localitatea Borș de Santăul Mare.

## Descriere
Păduricea de la Santău a fost declarată sit de importanță comunitară prin Ordinul Ministerului Mediului și Dezvoltării Durabile Nr.1964 din 13 decembrie 2007 (privind instituirea regimului de arie naturală protejată a siturilor de importanță comunitară, ca parte integrantă a rețelei ecologice europene Natura 2000 în România) și se întinde pe o suprafață de 87,1 hectare.

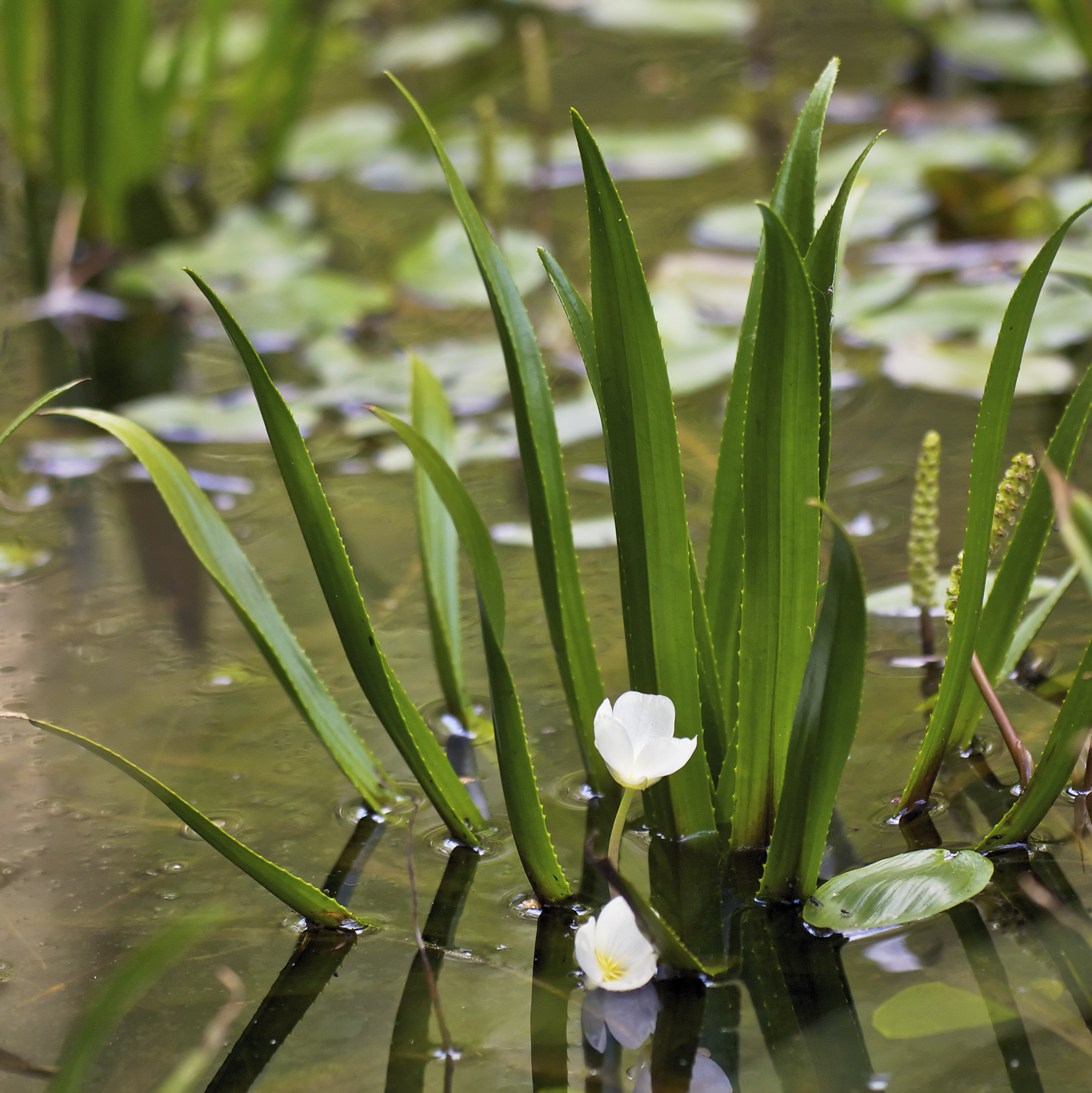
Forfecuța bălții (Stratiotes aloides)

Situl reprezintă o zonă împădurită (în bioregiune pontică) acoperită cu vegetație arboricolă, mlaștini, turbării, terenuri arabile, pajiști și pășuni, ce protejează habitate de Salix alba și Populus alba, arin negru (Alnus glutinosa) și frasin (Fraxinus excelsior), precum și elemente faunistice rare, cu specii de pești (țigănuș - Umbra krameri) sau amfibieni (buhai de baltă cu burta roșie - Bombina bombina, specie considerată ca vulnerabilă și aflată pe lista roșie a IUCN).
În arealul sitului vegetează forfecuța bălții (Stratiotes aloides), o specie floristică (din genul Stratiotes) ce aparține familiei Hydrocharitaceae.

## Căi de acces
- Drumul național DN1 pe ruta: Oradea - Sântion - Borș - DC73 - Sântionu Mic.